# Castro (by)
 For alternative betydninger, se Castro. (Se også artikler, som begynder med Castro)
Castro er en by i Apulien, Italien med 2.365 (2023) indbyggere.